# Carl-Oscar Korenado
Carl-Oscar Tore Kent Korenado, tidigare Andersson, född 2 april 1992 i Varbergs församling i Halland, är en svensk fotbollsspelare (mittfältare) som spelar för Assyriska BK. Han spelar även för Torslanda IK Futsal i Svenska Futsalligan.

## Fotbollskarriär
"Ossen" Korenado föddes i Varberg, men växte upp i Falkenberg. Han började spela fotboll i Skrea IF. Som junior spelade han för GAIS mellan 2002 och 2006. Korenado gick som 16-åring till Falkenbergs FF, där han blev uppflyttad i A-laget som 19-åring. Han spelade två matcher i Superettan 2011, båda som inhoppare.
Han åkte därefter till USA där han spelade collegefotboll för Mercer Bears i två år. Han spelade 36 matcher för Mercer (varav 35 från start) och gjorde fyra mål samt 11 assist. I februari 2013 lämnade han USA och återvände till Falkenbergs FF, vilka han skrev på ett tvåårskontrakt med. Han gjorde sitt första allsvenska mål den 5 april 2014 mot Gefle IF (1–1). Han byttes i den 72:a minuten in mot David Svensson, hans tredje inhopp för säsongen, och gjorde en minut senare mål. Efter säsongen 2014 valde Korenado att lämna Falkenbergs FF.
I maj 2015 värvades Korenado av amerikanska New York Cosmos. Under hösten 2015 spelade han för isländska Fjarðabyggð. 2016 gick Korenado till division 3-klubben IK Virgo. Han spelade sju matcher under säsongen 2016. Korenado spelade 18 matcher och gjorde två mål under säsongen 2017. Säsongen 2018 spelade han 16 matcher och gjorde två mål.

## Futsalkarriär
"Ossen" Korenado spelade fyra matcher och gjorde sju mål för GAIS Futsal i Svenska Futsalligan 2015/2016. GAIS blev nedflyttade från Svenska Futsalligan och Andersson spelade i Division 1 under säsongen 2016/2017. GAIS blev åter uppflyttade och Korenado spelade 13 matcher och gjorde fem mål i Svenska Futsalligan 2017/2018.
I november 2018 värvades Korenado av Torslanda IK Futsal.

## Privatliv
Carl-Oscar Korenado är son till buskis-skådespelerskan Annika Andersson och Tomas Korenado, GAIS tidigare ordförande. Hela familjen hette Andersson från 1989, men bytte till Korenado år 2018. Han sjunger även i poprockbandet I Am Nova tillsammans med Jonathan Larsson.
Som ung var han uttagen i hallandslaget i pingis och var rankad tvåa i Halland i sin ålder. Han har studerat på Falkenbergs gymnasieskola samt på Mercer University i USA.